# セトス (小惑星)
セトス (5009 Sethos) は、小惑星帯に位置する小惑星である。パロマー天文台のトム・ゲーレルスとライデン天文台のファン・ハウテン夫妻が発見した。
エジプト第19王朝初期のファラオで、軍事・文化などの面で多くの業績を挙げたセティ1世のギリシャ語表記から名付けられた。